# Deine Schönheit ist nichts wert
Deine Schönheit ist nichts wert ist ein österreichischer Spielfilm aus dem Jahr 2012, der sich mit dem Thema Migration und Integration aus der Sicht eines Zwölfjährigen beschäftigt. Gleichzeitig ist er die Abschlussarbeit des Regisseurs Hüseyin Tabak an der Filmakademie Wien.

## Inhalt
Veysel lebt mit seiner Familie noch nicht lange in Wien. Er geht in einer Auffangklasse zur Schule und spricht kaum deutsch. Der Zwölfjährige türkisch-kurdischer Herkunft erlebt im Wien der Gegenwart seine erste große Liebe. Zeitgleich muss der Bub zusehen, wie seine Familie an den Umständen (von Ausweisung bedroht, Konflikte und Kontaktabbruch mit dem älteren, delinquenten Sohn, einem ungelösten Vater-Sohn-Konflikt und der sentimentalen Verklärung der Untergrundtätigkeit des Vaters in Kurdistan) zerbricht. Die Sprachlosigkeit des Kindes politischer Flüchtlinge wird überwunden, als der Junge das Gedicht „Deine Schönheit ist nichts wert“ – ein Werk seines Namensgebers Âşık Veysel – auf Deutsch lernt und vor der Klasse aufsagt, um das Mädchen Ana, ebenfalls mit Zuwanderergeschichte, zu beeindrucken.

## Produktion
Deine Schönheit ist nichts wert ist der erste Spielfilm von Regisseur Hüseyin Tabak, der Kinofilmlänge hat und nach seinem eigenen Drehbuch entstand. Produziert wurde der Streifen von der Dor Film in Zusammenarbeit mit Tabaks Ausbildungsstätte, der Filmakademie Wien. Deine Schönheit ist nichts wert wurde am 1. Juli 2012 beim Internationalen Filmfestival Karlovy Vary uraufgeführt. In der Folge auf über 50 Festivals gezeigt, lief er im April 2013 in Österreich, im Mai 2013 in der Türkei und ein Jahr später in Deutschland an.
In Österreich wird der Film von Filmladen vertrieben, in Deutschland von Barnsteiner-Film.

## Kritik
Die Süddeutsche Zeitung diagnostizierte ein „interessantes Spannungsverhältnis (…) zwischen den romantisch-idyllischen Tagträumen Veysels und der beklemmenden Realität“, die Erzählweise erschaffe eine „herzergreifende Qualität“. Stephen Farber vom Hollywood Reporter nannte den Film „eine wunderschöne Coming-of-Age-Geschichte frei von jedem Klischee“, mit einer „eindringlichen Atmosphäre“ und „unbemerkbaren Übergängen von Traumsequenzen und echtem Leben“. Der Film „lebt vor allem von seinem jungen Darsteller“, schrieb José García für textezumfilm.de.

## Auszeichnungen
Der Film gewann sechs Auszeichnungen beim Antalya Altın Portakal Film Festivali 2012 (Filmfestival von Antalya, türkischer Filmpreis), unter anderem für den besten Film, das beste Drehbuch und den besten Hauptdarsteller. Beim Österreichischen Filmpreis 2014 wurde er in den Kategorien Bester Spielfilm, Beste Regie, Bestes Drehbuch und Beste Musik prämiert. Zudem gewann Tabak für den Film mehrere Preise als Regisseur und Drehbuchautor.